# Famille d'Ivry
Pour les articles homonymes, voir Ivry.
La famille d'Ivry est une grande famille médiévale originaire de l'Eure, qui fait partie de la haute noblesse du duché de Normandie.

## Introduction
À l'origine de cette famille noble se trouve un demi-frère utérin de Richard dit « sans Peur », duc de Normandie, Raoul fils d'Asperleng et de Sprota, qui fut nommé comte et châtelain d'Ivry.
Le comte Raoul édifia la forteresse sur les hauteurs de l'actuelle ville d'Ivry-la-Bataille (fin du Xe siècle) en tant que comte d'Ivry.
La fondation de l'abbaye Notre-Dame d'Ivry en 1071 est attribuée au possible arrière-petit-fils d'Asperleng, le comte Roger, échanson du duc Guillaume « le Bâtard » (plus connu « le Conquérant »).

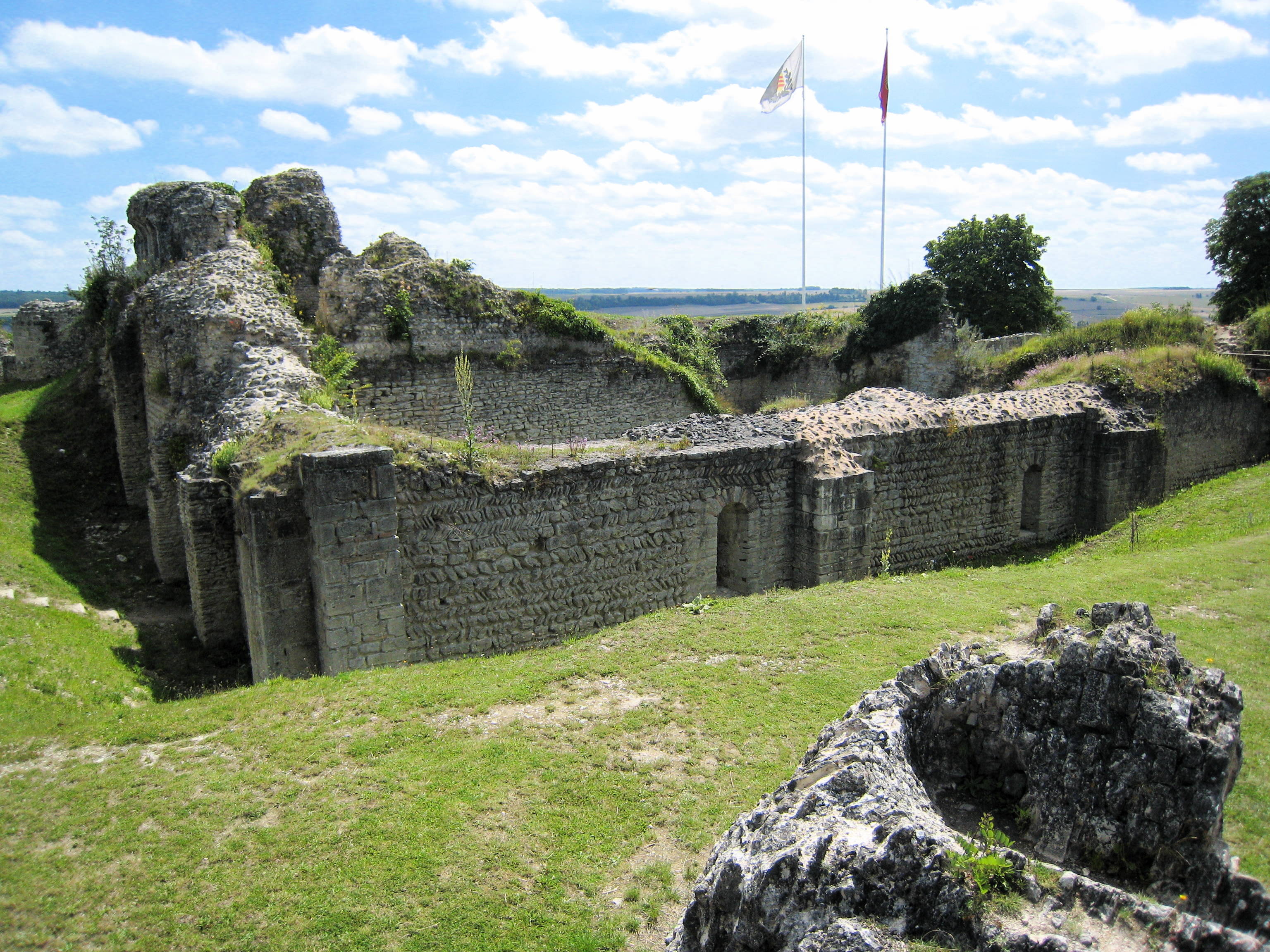
Ruines du donjon de l'ancien château fort d'Ivry

## Généalogie
```
Asperleng de 
Pîtres
 (905-975), fermier des moulins du 
Vaudreuil
.
 x 
Sprota
 
dite
 « 
frilla
 », ancienne concubine du 
comte
 de 
Rouen
, 
Guillaume 
dit
 « Longue-Épée »
.
  │
  ├─>
Raoul d'Ivry
 († vers 1015), comte et 
châtelain
 puis 
comte
 d'Ivry
  |   x Éremburge (Eremberga) de 
Canville
 (? - † après 1011)
  |   │ 
  |   ├─>
Hugues d'Ivry
 († 1049), 
évêque de Bayeux
 (avant 1011), comte d'Ivry en 1015
  |   |   x ? (union 
more danico
)
  |   |   |
  |   |   ├─>
Roger, comte d'Ivry
 († 1079), fondateur de l'abbaye d'Ivry
  |   |   |   x Adeline de 
Grandmesnil
 (1070-1100)
  |   |   |
  |   |   └─>Aubrée (Alberède) (°1030), dame d'Ivry
  |   |       x Robert I (1025-1062), seigneur de 
Bréval
 puis 
jure uxoris
 d'Ivry
  |   |       |
  |   |       |─> Robert II Goël x Hildeburge III de 
Gallardon
 (1046-1115), 
abbesse de Pontoise

  |   |       |─>Raoul
  |   |       |─>Hugues  
  |   |       |
  |   |       x Albert, 
seigneur
 de 
Cravent

  |   ├─>
Emma d'Ivry
 († 1069), 
abbesse
 
de Rouen

  |   |    x 
Osbern de Crépon
 († vers 1040), 
sénéchal de Normandie

  |   ├─>Raoul († avant 1015 de manière précoce)
  |   ├─>?
  |   |   x 
Richard de Beaufour

  |   |   |
  |   |   ├─>Robert Le Bouteillier (compagnon de Guillaume le conquérant en 1066)
  |   |   ├─>Alice
  |   |   |   x 
Hugues
 († ap. 1088), 
seigneur de Montfort
 
  |   |   └─>filles
  |   x Aubrée (Alberède)
  |   │ 
  |   └─>
Jean d'Ivry
 († 1079), 
évêque d'Avranches
 (1060–67) puis 
archevêque de Rouen
 (1067–79)
  └─>filles
```